# Mazzucchelli (famiglia)
I Mazzucchelli sono una nobile famiglia bresciana, presente sin dal XVI secolo.

## Storia

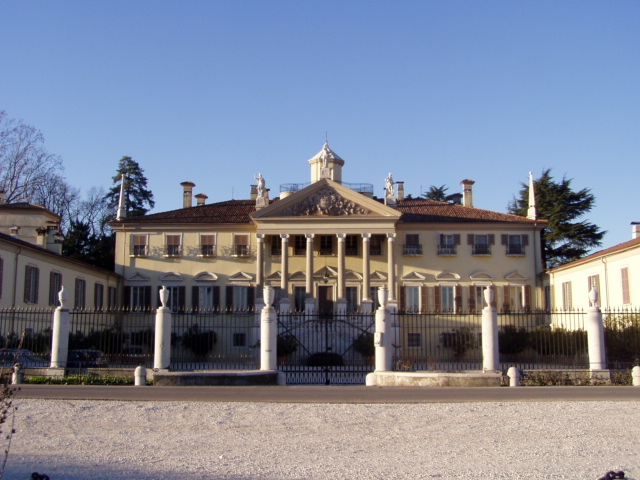
Villa Mazzucchelli a Ciliverghe.

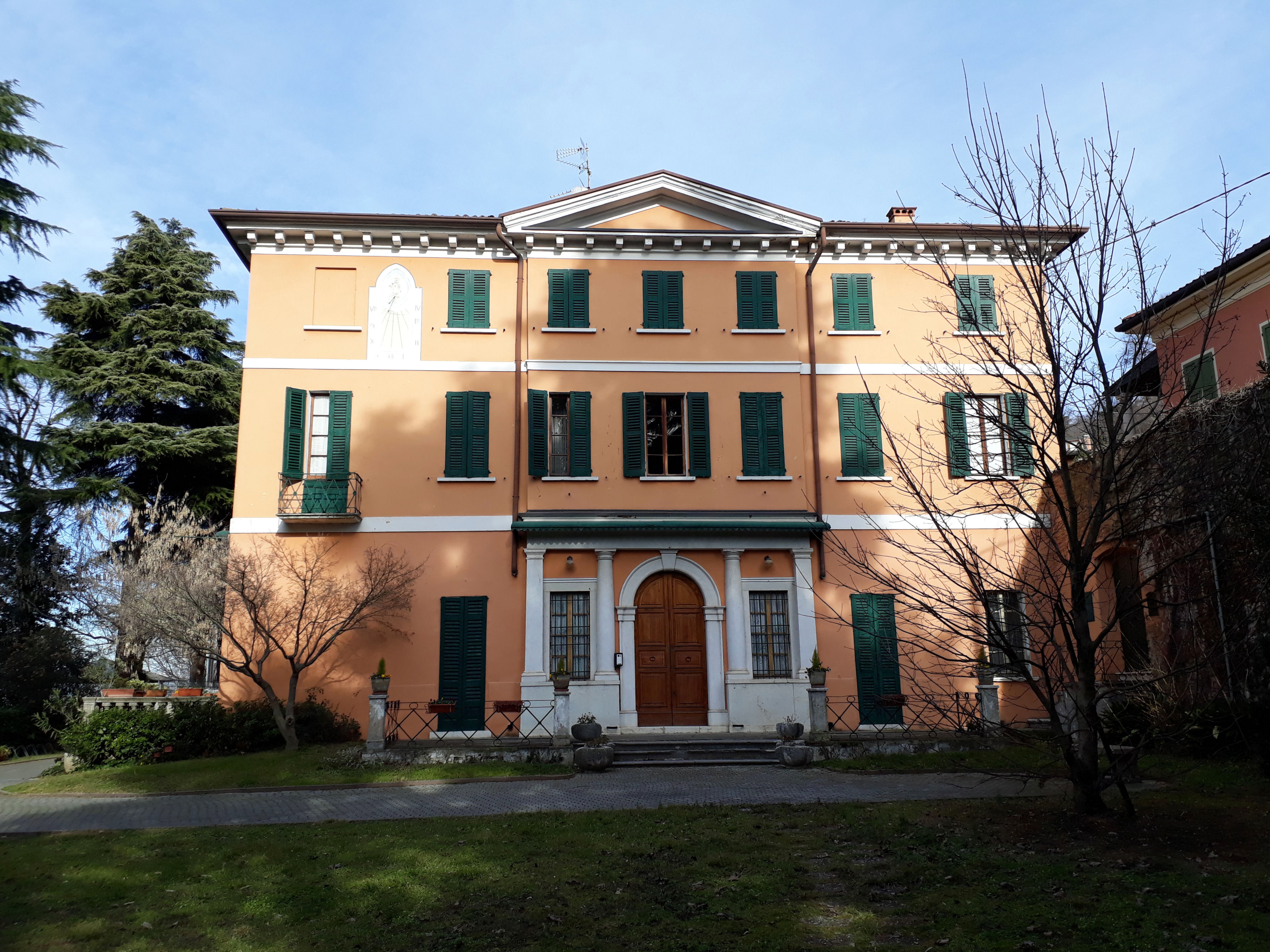
Palazzo Mazzucchelli a Montichiari

I Mazzucchelli erano originariamente ricchi commercianti di ferrami, nel 1526 vennero iscritti nel patriziato bresciano e successivamente nel 1736 per benemeriti ricevuti la Repubblica Veneta a cui apparteneva il bresciano, gli concesse il titolo nobiliare di Conti. I Mazzuchelli erano molto legati alla Repubblica di Venezia, infatti le origini più remote della famiglia, la fanno derivare dalla città croata di Zara, che fu in precedenza dominio veneto.

## Stemma
"Inquadrato: primo e secondo d'azzurro; e secondo e terzo d'oro; sul tutto un leone rampante al naturale che tiene nella branca destra anteriore una mazza ferrata; col capo di San Marco".
Motto: Hostibus Versis

## Personaggi illustri
Tra i personaggi più illustri di questa famiglia, vi sono:
- Federico Mazzucchelli (1672-1746), avvocato e letterato[3]
- Giammaria Mazzucchelli (1707-1765), letterato e matematico
- Luigi Mazzucchelli, generale d'armata di Napoleone
- Jacopo Mazzucchelli, architetto

## Dimore
- Villa Mazzucchelli (Ciliverghe)
- Palazzo Mazzucchelli (Montichiari)